# Neihart
Neihart est une municipalité américaine située dans le comté de Cascade au Montana. Selon le recensement de 2010, sa population est de 51 habitants. La municipalité s'étend sur 1,99 mille carré (5,15 km2).
La localité est fondée dans les années 1880 lors de la découverte d'argent dans la région par plusieurs chercheurs, dont James LeRoy Neihart.